# Iglesia de madera de Eidsborg

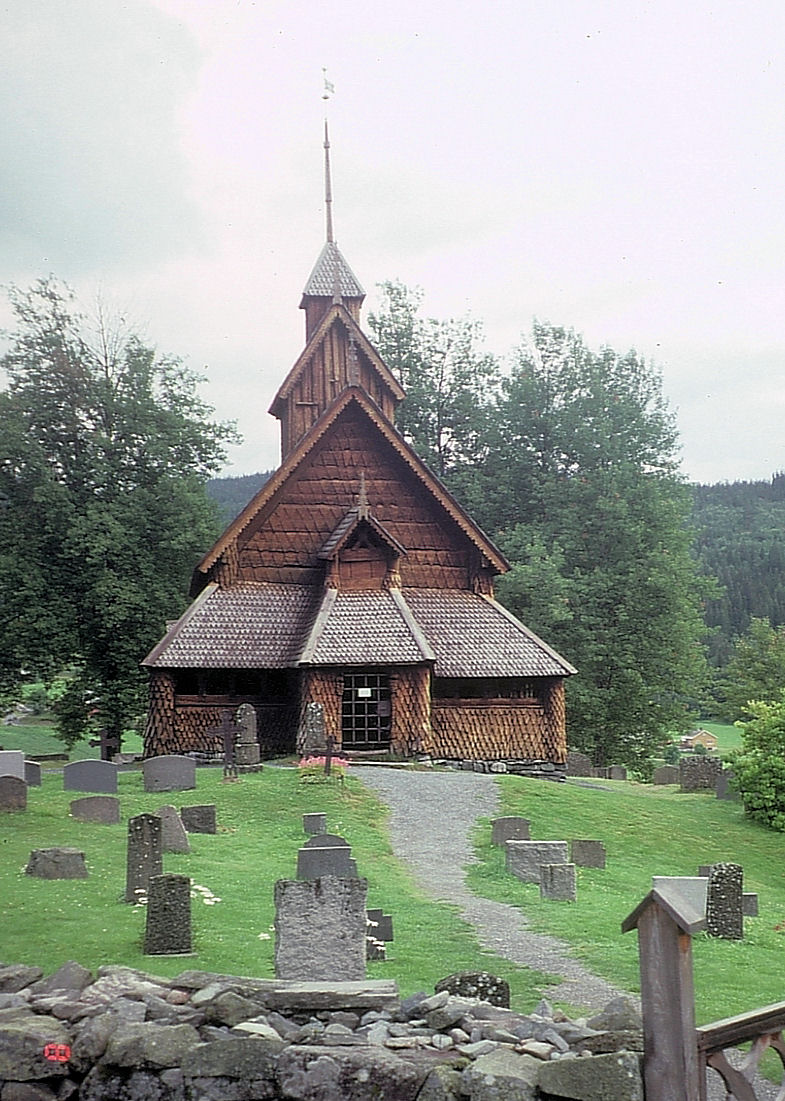
La iglesia de madera de Eidsborg.

La iglesia de madera de Eidsborg es una stavkirke noruega de mediados del siglo XIII. Se ubica en el poblado del mismo nombre, en el municipio de Tokke, en Telemark. Está dedicada a San Nicolás de Bari.
Actualmente es una de las stavkirke mejor conservadas. Aunque fue parcialmente reconstruida en el siglo XIX, la reconstrucción no afectó mayormente la estructura ni la forma medieval de la iglesia. Una nueva restauración ocurrió en la década de 1920.

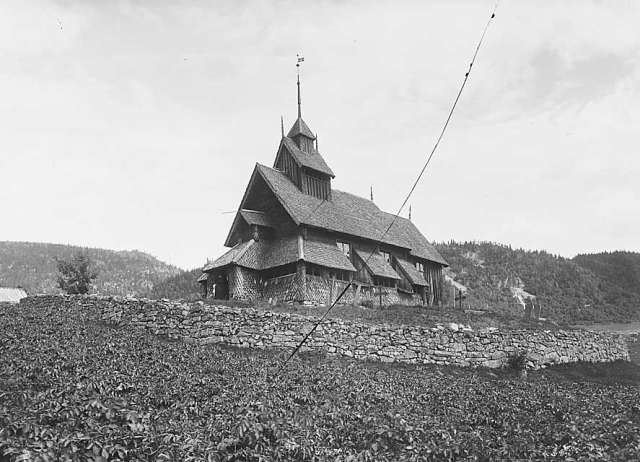
Fotografía de Axel Lindahl, entre 1880 y 1890. Se aprecia el corredor fragmentado.

Es una iglesia tipo A («de una sola nave»). La nave rectangular fue extendida hacia el oriente entre 1845 y 1850, por lo que el coro tuvo que ser derribado y vuelto a construir en esa misma época. 
La iglesia está rodeada en los cuatro costados por un corredor, que proporciona protección y soporte adicional; de éste son originales algunas partes de los costados norte y sur. Con la introducción de ventanas laterales, el corredor se fragmentó, pero la reconstrucción del siglo XX modificó las ventanas y reconstruyó totalmente el corredor.
La torre, en la parte occidental del caballete del techo de la nave, es una reconstrucción de 1693. 
En el interior de las paredes de la nave hay pinturas renacentistas del siglo XVII, que fueron restauradas en 1929. Hay también rastros de pintura medieval, y dos paneles originales de la desaparecida stavkirke de Lårdal.
La mayor parte del inventario es de tiempos posteriores a la reforma protestante, salvo un crucifijo medieval de madera.
Aún es empleada como el templo parroquial luterano de Eidsborg.
- Datos: Q251855
- Multimedia: Eidsborg stavkirke / Q251855